# Most Branicki
Most Branicki (cz. Branický most, pot. Most Inteligencji) – most kolejowy z chodnikiem dla pieszych nad Wełtawą, w Pradze, stolicy Czech. Znajduje się w południowej części Pragi, między dzielnicami Malá Chuchle i Braník. Na moście biegnie łącznica kolejowa, łącząca dworce Radotín i Praha-Vršovice.
Most został zbudowany w latach 1949–1955, a oddany do eksploatacji został w 1964 roku.
Mieszkańcy Czech nazywają tę budowlę Mostem Inteligencji, nawiązując do faktu, że na jego budowie pracowało mnóstwo ludzi z czechosłowackiej inteligencji (lekarze, prawnicy, nauczyciele itd.), którzy byli zmuszeni przez reżym komunistyczny pracować jako robotnicy.